# Nantucket

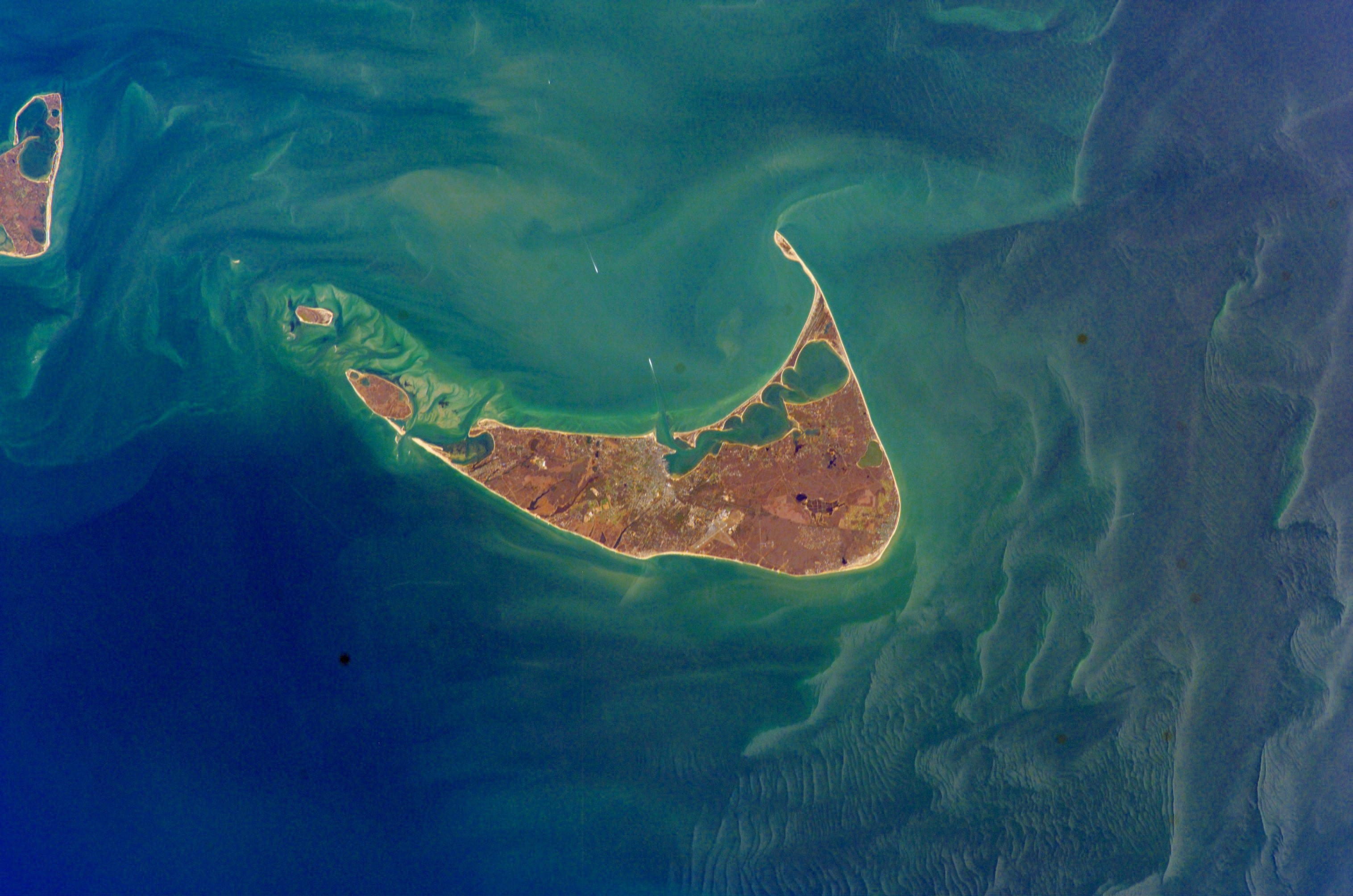

Nantucket /ˌnænˈtʌkɪt/ là một hòn đảo cách Cape Cod khoảng 30 dặm (50 km) bằng đường phá phà về phía nam, thuộc tiểu bang Hoa Kỳ Massachusetts. Cùng với hai đảo nhỏ Tuckernuck và Muskeget, nó tạo nên thị trấn và quận Nantucket. Theo thống kê 2010, dân số là 10.172. Một phần của thị trấn được thiết lập làm Nantucket CDP, tức một nơi ấn định cho điều tra dân số.
Nantucket là một địa điểm du lịch và summer colony. Do khách du lịch và cư dân tạm thời, dân số của hòn tăng lên đến ít nhất 50.000 trong những tháng mùa hè. Năm 2008, tạp chí Forbes ghi nhận rằng Nantucket là nơi mà giá nhà thuộc hàng cao nhất nước Mỹ. Giá nhà trên mỗi foot vuông cao hơn nhiều so với ở Hamptons tại Long Island.